# Shohei Yanagizaki
Shohei Yanagizaki (柳崎 祥兵 Yanagisaki Shohei?, nacido el 11 de junio de 1984 en Kagoshima) es un exfutbolista japonés. Jugaba de centrocampista y su último club fue el Kagoshima United FC de Japón.

## Trayectoria

### Clubes
| Club                | País  | Año         |
| ------------------- | ----- | ----------- |
| FC Machida Zelvia   | Japón | 2007 - 2013 |
| Kagoshima United FC | Japón | 2014 - 2015 |

## Estadística de carrera

### J. League
| Club                | Año   | J. League | J. League | Copa J. League | Copa J. League | Total | Total |
| Club                | Año   | Part.     | Goles     | Part.          | Goles          | Part. | Goles |
| ------------------- | ----- | --------- | --------- | -------------- | -------------- | ----- | ----- |
| FC Machida Zelvia   | 2012  | 20        | 0         | -              | -              | 20    | 0     |
| Kagoshima United FC | 2016  | 2         | 0         | -              | -              | 2     | 0     |
| Total               | Total | 22        | 0         | 0              | 0              | 22    | 0     |